# David de Rambures
David, Señor de Rambures, Jefe de los Ballesteros de la Casa Real de Carlos VI de Francia. Tercero en la jerarquía del ejército francés durante parte de la guerra de los Cien Años, comandó parte de la vanguardia gala en la batalla de Agincourt donde perdió la vida junto con sus hijos.

## Origen del nombre
El apellido Rambures existe en la región francesa de Picardía desde 1058. Sobrevivió durante los siglos XV y XVI y se extinguió en 1676.

## Agincourt
David de Rambures fue nombrado en 1392 "Jefe (o Señor) de los Ballesteros de Francia", máximo título militar del reino. 
David era, pues, uno de los doce caballeros que gobernaban Francia en ese período (y el de mayor rango castrense de todos ellos).
En consecuencia, en 1415 debió dirigir la vanguardia francesa conjuntamente con el mariscal Juan le Maingre (llamado "Boucicault") y el condestable Carlos d´Albret. Sin embargo, los tres comandantes, competentes y confiables, fueron sometidos a la supervisión de un triunvirato de condes que cuestionó y desautorizó todas y cada una de sus decisiones, llevando a los franceses a la gravísima derrota de Agincourt.
Rambures se ubicó, en el campo de batalla, a la izquierda y ligeramente detrás de la vanguardia francesa. Comandaba una gran fuerza de caballería de 1000 hombres de armas escogidos, y su misión era atacar a los arqueros ingleses de su lado apenas comenzado el combate.
Sin embargo, por razones que los historiadores no han podido explicar, pocos minutos antes d´Albret llamó a Rambures y le ordenó que se colocara en el centro de la vanguardia, con él y Boucicault, enviando al conde Luis de Vendôme al flanco izquierdo para reemplazar al Jefe de Ballesteros.
De esta forma, David combatió en Agincourt en el centro de la vanguardia, asistido por sus cuatro hijos y rodeado por el almirante de Francia, los dos comandantes, el duque de Orleans, el de Borgoña y los condes de Brebant y Richemont.
Cuando los franceses avanzaron hasta trabarse en combate cuerpo a cuerpo con la vanguardia de Enrique V de Inglaterra, las crónicas relatan que David de Rambures fue de los primeros en morir, junto con tres de sus cuatro hijos (el único sobreviviente fue Andrés de Rambures).

## El Castillo de Rambures
En 1412, David decidió comenzar la construcción de su castillo feudal, situado en la comuna de Oisemont, Picardía.
Se trata de uno de los más maravillosos ejemplos de arquitectura militar de la Edad Media que se pueden encontrar en la Francia actual. Debido a los avatares de la guerra de los Cien Años, ni David ni su hijo Andrés pudieron verlo terminado. La obra fue concluida por el hijo de Andrés (y nieto de David), Jacques de Rambures en 1470.
Luego de varios siglos de presencia en Picardía, el linaje Rambures se extinguió en 1676 y el castillo fue heredado por unos descendientes colaterales llamados La Roche-Fontenilles, de origen alemán, que lo han conservado en admirable estado hasta el día de hoy.